# Pike County (Indiana)
Pike County ist ein County im Bundesstaat Indiana der Vereinigten Staaten. Der Verwaltungssitz (County Seat) ist Petersburg.

## Geographie
Das County liegt im Südwesten von Indiana, ist im Westen etwa 35 km von Illinois, im Süden etwa 60 km von Kentucky entfernt und hat eine Fläche von 883 Quadratkilometern, wovon 13 Quadratkilometer Wasserfläche sind. Es grenzt im Uhrzeigersinn an folgende Countys: Daviess County, Dubois County, Warrick County, Gibson County und Knox County.

## Geschichte
Pike County wurde am 21. Dezember 1816 aus Teilen des Gibson County und des Perry County gebildet. Benannt wurde es nach Zebulon Pike, einem Forschungsreisenden, der Pikes Peak entdeckte.
Drei Bauwerke und Stätten des Countys sind im National Register of Historic Places eingetragen (Stand 3. September 2017).

## Demografische Daten

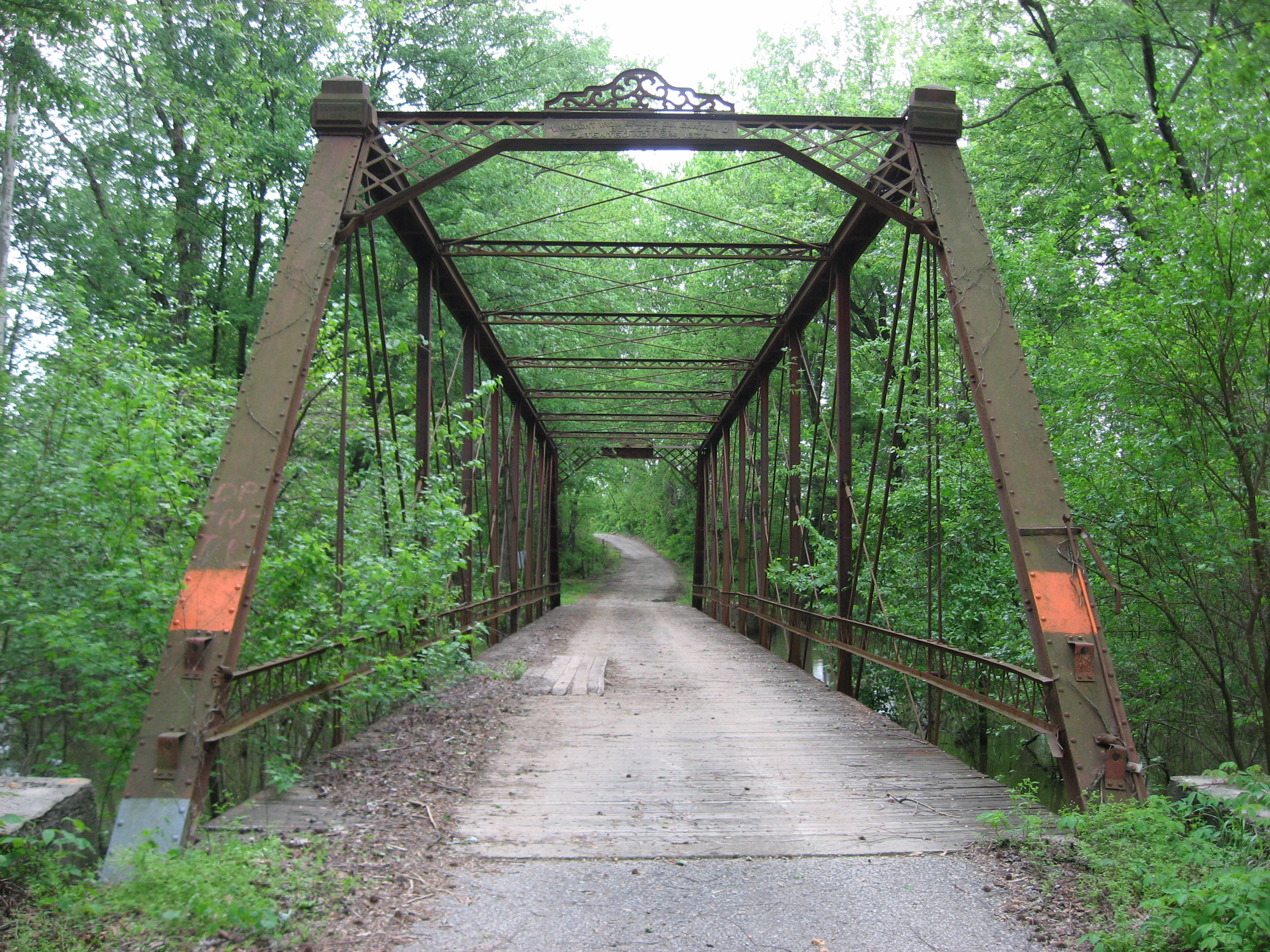
Bridge 246 im Patoka Bridges Historic District, gelistet im NRHP

Nach der Volkszählung im Jahr 2000 lebten im Pike County 12.837 Menschen in 5119 Haushalten und 3680 Familien. Die Bevölkerungsdichte betrug 15 Einwohner pro Quadratkilometer. Ethnisch betrachtet setzte sich die Bevölkerung zusammen aus 99,10 Prozent Weißen, 0,10 Prozent Afroamerikanern, 0,12 Prozent amerikanischen Ureinwohnern, 0,14 Prozent Asiaten, 0,04 Prozent Bewohnern aus dem pazifischen Inselraum und 0,10 Prozent aus anderen ethnischen Gruppen; 0,39 Prozent stammten von zwei oder mehr Ethnien ab. 0,58 Prozent der Bevölkerung waren spanischer oder lateinamerikanischer Abstammung.
Von den 5119 Haushalten hatten 30,6 Prozent Kinder unter 18 Jahre, die mit ihnen im Haushalt lebten. 59,8 Prozent waren verheiratete, zusammenlebende Paare, 8,4 Prozent waren allein erziehende Mütter und 28,1 Prozent waren keine Familien. 24,9 Prozent waren Singlehaushalte und in 11,8 Prozent lebten Menschen mit 65 Jahren oder darüber. Die Durchschnittshaushaltsgröße betrug 2,47 und die durchschnittliche Familiengröße lag bei 2,94 Personen.
23,9 Prozent der Bevölkerung waren unter 18 Jahre alt, 7,7 Prozent zwischen 18 und 24, 28,2 Prozent zwischen 25 und 44 Jahre. 24,9 Prozent zwischen 45 und 64 und 15,3 Prozent waren 65 Jahre alt oder älter. Das Durchschnittsalter betrug 39 Jahre. Auf 100 weibliche Personen kamen 99,9 männliche Personen. Auf 100 Frauen im Alter von 18 Jahren und darüber kamen 96,8 Männer.
Das jährliche Durchschnittseinkommen eines Haushalts betrug 34.759 US-Dollar, das Durchschnittseinkommen der Familien 41.420 USD. Männer hatten ein Durchschnittseinkommen von 31.967 USD, Frauen 20.970 USD. Der Pro-Kopf-Einkommen betrug 16.217 USD. 5,1 Prozent der Familien und 8,0 Prozent der Bevölkerung lebten unterhalb der Armutsgrenze.

## Orte im County
- Alford
- Algiers
- Arda
- Arthur
- Ashby Yards
- Augusta
- Ayrshire
- Bowman
- Campbelltown
- Cato
- Chandler
- Coats Spring
- Coe
- Enos Corner
- Glezen
- Hartwell
- Hartwell Junction
- Iva
- Littles
- Marysville
- Muren
- Oakland City Junction
- Oatsville
- Otwell
- Petersburg
- Pikeville
- Rogers
- Rumble
- Scottsburg
- Spurgeon
- Stendal
- Survant
- Union
- Velpen
- West Petersburg
- White Sulphur Springs
- Whiteoak
- Willisville
- Winslow
- Zoar

Townships
- Clay Township
- Jefferson Township
- Lockhart Township
- Logan Township
- Madison Township
- Marion Township
- Monroe Township
- Patoka Township
- Washington Township